# Medasina amelina
Medasina amelina là một loài bướm đêm trong họ Geometridae.